# Вища льотно-планерна школа
Вища льотно-планерна школа (ВЛПШ) — організована у 1931 р. планерним сектором ЦС Осоавіахіму. Розташовувалася в Криму на горі Узун-Сирт, поблизу Коктебеля та Феодосії.
Основним завданням школи була підготовка інструкторів-планеристів для місцевих планерних шкіл. Багато сил і наполегливості у створення школи вклали С. В. Ільюшин та А. У . Сеньків — перший її начальник.
Структурно ВЛПШ підрозділялася на технічну, льотну, навчальну, адміністративно-стройову і господарську частини. Технічну частину очолював О. К. Антонов, льотну В. С. Васянін. У числі перших інструкторів були В. Г. Бородін, Є. А. Грунауер, З. В. Дакіневіч, Ж. І. Журавльов, Г. Михайлов, М. Ф. Романов.